# Allobates brunneus
Allobates brunneus é um pequeno anuro da família Aromobatidae. Essa espécie é encontrada na Bolívia, Brasil, Guiana Francesa, Guiana, Peru, Suriname, Venezuela e possivelmente na Colômbia. Futuramente esta espécie poderá ser classificada como espécie ameaçada, principalmente por perda de habitat. Em 1887 foi feita a primeira descrição da espécie por E. D. Cope.

## Descrição
Há diferenças físicas entre machos e fêmeas do Allobates brunneus. Os machos medem cerca de 14 a 18 mm de comprimento e as fêmeas 15 a 19 mm. Os machos possuem a cabeça ligeiramente larga em comparação com as fêmeas. O focinho é longo e rombudo quanto vista dorsalmente, porém se visto lateralmente o focinho é agudamente arredondado e também ultrapassa o maxilar inferior. O tímpano é arredondado e parcialmente escondido. O antebraço é um pouco maior que o braço.
A cor do dorso desta espécie varia de marrom acinzentado claro a marrom alaranjado. Os machos tem garganta verde-amarelo com o peito e a barriga também de cor amarelo. A fêmea possui garganta de cor branca com uma borda externa amarela, barriga e peitoral de cor branca. Nas fêmeas existe uma difusa listra pálida de cor alaranjada-marrom fugindo do segmento central (as vezes esta listra começa na inserção do braço) que vai até a virilha. Há também faixas no ventre lateral de cor branca que vai do canto do olho até a virilha. Há um anel na parte superior da pupila de cor ouro metálico com redes finas de cor negra, o restante da íris é marrom.
Os girinos do allobates brunneus possui cor marrom-acinzentado são facilmente distinguíveis das outras espécies pelo arranjo regular existente na margem do disco oral e manchas irregulares na cauda.

## Distribuição geográfica
Allobates brunneus é encontrado em vários países da América do Sul. Populações habitam o Brasil, a Bolívia (no extremo norte), na Guiana francesa, Guiana, Suriname e Venezuela. No estado de Mato Grosso, esta espécie é encontrada nos pântanos nas áreas de várzea ao longo das margens do Rio Casca e os seus afluentes, a altitudes de 300 a 380 metros de altura.

## Ecologia, hábitos e reprodução
O Allobates brunneus tem hábitos diurnos, vive no solo e próximo a água. Os machos vocalizam durante todo o dia, principalmente no período chuvoso, geralmente os acasalamentos são mais frequentes no início da manhã (06h às 09h) ou ao entardecer (16h às 17h). Os machos ocasionalmente lutam entre si.
Esta espécie se diferencia de outras do seu gênero por postar seus ovos em folhas a cerca de 10 a 60 cm de altura, ou em folhas enroladas caídas na terra. É posto cerca de 17 ovos. Os girinos desenvolvem-se dentro do ovo composto por um material gelatinoso na superfície superior da folha. Após um determinado período o macho leva os ovos até uma poça de água para que os girinos possam se desenvolver.

## Tendências e ameaças
A principal ameaça à Allobates brunneus é a perda de habitat devido ao aumento da expansão agrícola. Outras ameaças distintas incluem a construção de usinas hidrelétricas (principalmente no Brasil), extração de madeira e desmatamento. Há populações presentes em áreas protegidas na Venezuela (Parque Nacional Duida Marahuaca) e Bolívia (Parque Nacional Noel Kempff Mercado).
Até no ano de 2002, a população protegida também podia ser encontrada no Parque Nacional da Chapada dos Guimarães, no Brasil. No entanto, as inundações no pântano ao longo do Rio Casca parece ter extinguindo essa população. Outras populações ao longo do Rio Manso também foram extinguidos devido à inundação de uma represa hidrelétricas recém-construída. No Brasil Allobates brunneus também é encontrado no estado de Rondônia e Tapajós.